# Шванк, Леопольд-Эдуард Александрович
Леопольд-Эдуард Александрович Шванк (Леопольд Эдвард Шванк; иногда ошибочно Леонид Александрович; фин. Leopold Edvard Schwanck; швед. Leopold Edvard Schwanck;  10 ноября 1849, Або — не ранее 1917) — русский финляндский военачальник, генерал от инфантерии (1912).

## Биография
Леопольд Эдвард Шванк родился 29 октября/10 ноября 1849 в Або. Его родителями были врач Александр Магнус Шванк и Мария Доротея, урождённая Дульц. По вероисповеданию был лютеранином, по состоянию на 1911 год никогда не был женат. 
Окончил 2-е Константиновское военное училище (1868), откуда был выпущен офицером в Беломорский 89-й пехотный  полк, где служил вплоть до конца 1870-х годов. 
В 1881 году окончил Николаевскую академию Генерального штаба. В 1881—85 годах служил в штабе Виленского военного округа.
По состоянию на начало 1898 года служил старшим делопроизводителем в Военно-учёном комитете Генерального штаба. В 1898 году был произведён в полковники. После этого год отбывал так называемое цензовое командование Петровским 88-м пехотным полком (а ещё ранее, в 1895 году, отбывал цензовое командование батальоном в Лейб-гвардии Егерском полку), после чего вернулся на службу в Генеральный штаб. 
В 1899 году был произведён в генерал-майоры и назначен начальником штаба 6-го армейского корпуса.
Принимал участие в Русско-японской войне в должности генерал-квартирмейстера 2-й Маньчжурской армии. В конце 1906 года был произведён в генерал-лейтенанты и назначен 27-й пехотной дивизии. В 1909 году стал начальником 24-й пехотной дивизии. В 1910 году Шванк стал начальником 6-го армейского корпуса, в котором в своё время являлся начальником штаба. 
В сентябре 1912 года Шванк вышел в отставку с производством в генералы от инфантерии. Во время Первой мировой войны находился в отставке, однако в 1916 году  стал инспектором Петербургского военного госпиталя. Его судьба после революции неизвестна. Вероятнее всего он, как и многие другие пожилые дворяне, скончался от голода и холода в захваченном большевиками Петрограде в период с 1917 по 1920 год.

## Основные должности
- Командир Петровского 88-го пехотного полка (1898—1899)
- Начальник штаба 6-го армейского корпуса (1899—1904)
- Начальник 27-й пехотной дивизии (1906—1909)
- Начальник 24-й пехотной дивизии (1909—1910)
- Начальник 6-го армейского корпуса (1910—1912)

## Награды
- Орден Святого Станислава 3-й степени (1871)
- Орден Святой Анны 3-й степени (1883)
- Орден Святого Владимира 4-й степени (1884)
- Орден Святого Станислава 2-й степени (1887)
- Орден Святой Анны 2-й степени (1892)
- Орден Святого Владимира 3-й степени (1895)
- Орден Святого Станислава 1-й степени (1902)
- Орден Святой Анны 1-й степени (1905)
- Орден Святого Владимира 2-й степени (1909)